# 8205 ван Дейк
8205 ван Дейк (8205 Van Dijck) — астероїд головного поясу, відкритий 10 серпня 1994 року.
Тіссеранів параметр щодо Юпітера — 3,179.
Названо на честь Антоніса ван Дейка (нід. Anthonis van Dyck, 1599 — 1641) — фламандського живописця.